# Вороги та союзники
«Вороги та союзники» (англ. Enemies & Allies) — роман американського фантаста Кевіна Дж. Андерсона, виданий у 2009 році. Дія книги розгортається у 1950-х роках, у розпал холодної війни, і розповідає про Супермена та Бетмена. Підозріло ставлячись одне до одного, вони протистоять Лексу Лутору, який інсценує міжнародний ядерний конфлікт і поширює страх перед інопланетним вторгненням, щоб продавати сучасну зброю урядам. Теми роману, що відображають епоху 1950-х років, включають фільми про вторгнення прибульців, ядерні загрози та параною часів холодної війни.
У минулому Андерсон писав допоміжні романи у відомих франшизах, таких як «Зоряні війни» та «Дюна». Раніше він писав про Супермена в романі «Останні дні Криптону» 2007 року. «Вороги та союзники» були опубліковані в травні 2009 року і зустріли змішані рецензії, які відзначили плоскі характери, але це може бути цікавим для шанувальників коміксів.

## Фон
У романі «Вороги та союзники» використовуються персонажі коміксів DC Бетмен і Супермен. Його написав письменник-фантаст Кевін Дж. Андерсон, якому на момент публікації було 47 років і він жив у Колорадо. Він писав романи протягом останніх 20 років і мав 15-річний досвід написання романів, пов'язаних із існуючими франшизами, такими як <i id="mwJQ">«Секретні матеріали»</i> та «Зоряні війни». Він був найбільш відомий своїми романами-приквелами у франшизі «Дюна» зі співавтором Браяном Гербертом. Його останніми романами з серії «Дюна» були «Пол із Дюни», опублікований у вересні 2008 року, та «Вітри Дюни», який вийшов у серпні 2009 року, лише через кілька місяців після випуску «Вороги та союзники». Він отримав досвід написання коміксів, створивши шестивипускний міні-серіал 2004—2005 рр. JSA: Strange Adventures за участю Товариства справедливості Америки. Раніше він написав роман про походження Супермена «Останні дні Криптону», опублікований у 2007 році.

## Сюжет
Події розгортаються наприкінці 1950-х років. Ґотем — місто, охоплене злочинністю, з корумпованими поліцейськими, але рівень злочинності сильно вдарив через пильні дії Бетмена. Метрополіс — повна протилежність Ґотему; яскравий, незіпсований і захищений суперсильним героєм, відомим як Супермен. В інтерв'ю з репортеркою Daily Planet Лоїс Лейн він розповів, що був прибульцем з Криптону. Але, на їхній подив, ніхто, навіть бізнесмени Лекс Лютор і Брюс Вейн, не повірили в це твердження, хоча хтось на зразок Вейна не може пояснити, як Супермен може робити те, що він робить.
Після втечі від чергової пастки від поліції Бетмен повертається додому, щоб зустрітися (як Брюс Вейн) з Кларком Кентом і Джиммі Олсеном з Daily Planet Метрополя для інтерв'ю. У Сибіру Лютор зустрічається зі своїм партнером, генералом Церідовим, який розкриває своїх рабів, які день і ніч працюють у ГУЛАГу в пошуках дивних і смертоносних зелених скель. Показавши йому жорстоких мутантів, на яких може перетворитися людина після тривалого контакту зі скелями, Лутор просить взяти одного з них на дорогу додому. Редактор Перрі Вайт дає Лоїс і Кларку завдання заповнити цього місяця рубрику «любовних порад», хоча Кларк має проблеми, бо не знає, як допомогти людям, пропонуючи чесні поради. Лоїс хоче розслідувати можливу незаконну діяльність LuthorCorp, але спершу їй потрібні конкретні факти. Після того, як Брюс дізнався про це, його батько та друг Альфреда Пенніворта, Дрейлінг, звільнився з Wayne Enterprises через корупцію в раді директорів; Брюс виявляє, що технологія Вейна продається LuthorCorp з їхніх офісів, а хабарі, шантаж і погрози їм або їхнім сім'ям — з їхніх домівок, як Бетмен. Лоїс зустрічається з колишньою співробітницею LuthorCorp Бланш Розен, яка розповідає, що її та багатьох інших найняли для будівництва реактора в Карибському морі, але це місце було небезпечним, через що багато хворіли та залишалися на смерть. Це призводить до того, що Лоїс проникає всередину LuthorCorp і дістається конвеєра та секретних карт, які підтверджують слова Розена. Кларк бачить фільм «Земля проти літаючих тарілок» із Джиммі, фільм, який, здається, відповідає, чому ніхто не вірить, що Супермен інопланетянин, а також змушує Кларка задуматися про інших існуючих інопланетян. Відповідь на його запитання, схоже, отримує, коли з'являється НЛО, подорожуючи країною. Супермен летить на перехоплення разом із сімома F-100D Super Sabres, але літак LuthorCorp запускає імпульсний маяк, щоб вивести літаки з ладу, і зникає разом з НЛО.
Бетмен відправляється в маєток Лютора в Метрополісі та знаходить додаткові докази корупційних зв'язків Лютора з Wayne Enterprises. Виявляючи записки Лютора, яким відмовляють у «його власності» із Зони 51, Бетмен знаходить конструкції бойових костюмів, засновані на власних експериментах Брюса, пов'язаних із Суперменом, а також невеликий футляр із зеленим каменем із Сибіру. Прагнучи поетичної справедливості за крадіжку, Бетмен викрадає зелений камінь, який викликає тривогу у Лютера та його охорони на присутність Бетмена. Супермен летить до маєтку Лютера, щоб отримати відповіді щодо НЛО, коли чує сигнал тривоги і бачить Бетмена, який тікає. Знаючи, хто він, Супермен зупиняє Бетмена і забирає його по дорозі до влади. Поки вони сперечаються про те, хто з них є творінням чи пішаком Лютера, Бетмен знімає плащ, щоб втекти, але за мить його знаходить Супермен. Бажаючи дізнатися, що він вкрав, Бетмен показує йому зелений камінь, і Супермен вперше в житті падає від болю. Бетмен використовує цей час для втечі, а Супермен намагається відновити свої сили. Наступного ранку Кларк вирішує розслідувати НЛО, і отримує завдання поїхати до Вегаса, щоб разом з Джиммі висвітлити катастрофу в Арізоні. У той же час Лутор проводить прес-конференцію, на якій розповідає, що його пограбували Супермен і Бетмен, чим шокує пресу. Лоїс знову йде на зустріч з Розен, але дізнається, що її вбив перехожий. Брюс Вейн без попередження зустрічається з членами своєї ради директорів, щоб повідомити, що тепер він забере у них сімейний бізнес, і розкриває наляканому правлінню їхні справи з LuthorCorp. Заборонивши їм звільнятися, навіть якщо висновки надіслано капітану Джеймсу Гордону, він каже їм, що не буде висувати звинувачення, якщо вони надішлють йому результати досліджень кожного відділу, щоб він міг надіслати Лютору те, що він хоче, навіть якщо вони насправді не працюють.
Кларк і Джиммі прибувають до Арізони і з розчаруванням дізнаються, що літаюча тарілка, за якою вони приїхали, зникла, але свідки показують, куди вона поділася: Зона 51. Лютер вирушає на свій острів у Карибському морі, який він сам назвав Островом Лютера, і знову зустрічається з Церидовим. Лютер демонструє Церидову свій Промінь Смерті, який знищує будь-які ракети, що наближаються, і він планує, що Церидов обстріляє острів, щоб похвалитися ним. Таким чином, Лютер продає його США, а Церидов використовує «провал», щоб отримати більше грошей на свої військові операції. Кларк і Джиммі йдуть на фільм «Вторгнення викрадачів тіл», який змушує їх замислитися, чи справді серед них живуть інопланетяни. Після того, як Супермена не підпускають до Зони 51, він вирушає туди з настанням темряви; водночас, завдяки своїм зв'язкам і розслідуванню, туди ж потрапляє і Бетмен. Зустрівшись один з одним і з'ясувавши свої історії, Супермен і Бетмен розуміють, що «літаюча тарілка» є прототипом LuthorCorp, що викликає у Бетмена підозри, але розчаровує Супермена. Церидов запускає російські боєголовки в Метрополіс, а Кларк і Джиммі прикривають зустріч в ООН з американцями і радянськими військовими, коли спрацьовує ракетна сигналізація. Лютер запускає свій Промінь Смерті, але, на його подив і гнів, він не спрацьовує. На щастя, Супермен мчить до боєголовок і своєю силою відправляє їх у космос, рятуючи світ. На церемонії президент Ейзенхауер нагороджує Супермена, і Супермен щасливий, що Лоїс поруч.
Через кілька місяців Лютор закінчує свої плани бойового костюма, зустрічається з сенатором Маккарті та, використовуючи власну параною Маккарті, змушує його повірити, що Супермен — це замаскована інопланетна загроза. Літаючи навколо земної кулі та спостерігаючи за Радянським Союзом, Супермен врешті-решт знаходить ГУЛАГ у Сибіру. Коли він наближається до купола, що захищає внутрішні приміщення, на нього падає зелене каміння, яке змушує його провалитися під землю. З'являються новини про те, що Росія заарештувала хворого Супермена, звинувативши його у шпигунстві, і Білий дім не впевнений, чи вийде він на волю, чи ні. Лютер повертається на Кариби, щоб полагодити свій Промінь Смерті, і знищує Супутник, сподіваючись розпалити параною Маккарті щодо інопланетного вторгнення. Церидов дзвонить Лутору і розповідає, що у нього є Супермен. Брюс і Альфред добудовують Бет-літак, і Темний Лицар вирушає до Сибіру. Лоїс вирушає на Кариби, всупереч бажанню Перрі. Діставшись Сибіру, Бетмен проникає до ГУЛАГу і звільняє Супермена. Крики в'язнів насторожують охоронців і б'ють на сполох. Використовуючи міни та прикриваючись від їхнього вогню, Бетмену та Супермену вдається втекти. Церидов висилає мутантів, і коли вони досягають двох героїв, Бетмен засипає їх пастками, через що вони не можуть їх переслідувати. Церидов збирається знущатися над ними, поки вони не дадуть відсіч, вбиваючи при цьому охоронців. Його переслідують у реакторі, він саботує його зсередини і помирає від радіаційного отруєння. Лоїс потрапляє на острів Лютера, де її ловить Бертрам у бойовому костюмі «Луторкорп». Лоїс обговорює з Лютером його радянські справи, злочини та Супермена. Лютер стверджує, що Супермен — інопланетянин, що робить його таємничим і небезпечним, але Лоїс звинувачує його в ревнощах. Лютор заявляє, що покаже світові, що він справжній захисник Землі, створивши реальну загрозу.
Супермен і Бетмен тікають із Сибіру якраз тоді, коли проривається реактор і вибухає ГУЛАГ. Все ще слабкий і довірливий після його допомоги, Супермен веде Бетмена до своєї Фортеці Самотності в Арктиці. Потрапивши всередину, вражений Темний Лицар розуміє, що Супермен справді інопланетянин; це одкровення робить обох чоловіків одним цілим, зважаючи на їхнє сирітське походження, а також на те, що зелені скелі походять з Криптону. Над Метрополісом з'являються величезні НЛО, які вимагають капітуляції планети, інакше міста будуть знищені. Звісно, це справа рук Лютера: інсценувати вторгнення прибульців, втрутитися, щоб «врятувати день», і він стане загальним героєм. Оголосивши на весь світ, що він їх врятує, будівля LuthorCorp відкривається, випромінюючи власний Промінь Смерті, який знищує перший корабель і змушує інші кораблі дати відсіч. Супермен і Бетмен прибувають до Метрополісу саме тоді, коли НЛО руйнують хмарочоси. Знаючи, що це порожній реквізит, створений Лютером, Супермен і Бетмен поодинці знищують кожен корабель за допомогою ВПС; Супермен рятує Бетмена після того, як Промінь Смерті атакує його бет-план, і знищує Промінь. Лоїс виходить з камери, в якій вона була, і бачить, що Супермен звільнився. Лоїс знаходить радіостанцію і успішно зв'язується з військовими, щоб відправитися на острів Лютера, де її знаходять Лютер і Бертрам. Бертрам вирушає за нею у своєму бойовому костюмі, але випадково руйнує диспетчерську, вбиваючи електрику на острові. Супермен дізнається від генерала Лейна, батька Лоїс, де вона та острів Лютера. Летячи з надзвуковою швидкістю, Супермен прибуває на острів і вступає в бій з армією Лютера, одягненою в бойові костюми. Битва запекла, але Супермен перемагає, вибиваючи людей з їхніх незнищенних костюмів. Супермен рятує Лоїс від Лютера, закінчуючи випробування. Коли прибувають ВПС, Супермен підвозить Лоїс додому.
Завдяки Лоїс, Супермену та Бетмену Лютера звинувачують у масових вбивствах, тероризмі, корупції та інших злочинах, які він не заперечує, але приписує собі, готуючи власний захист. Лоїс дивується, чому Кларка немає поруч, коли з'являється Супермен, але ця думка обривається, коли Кларк, Лоїс і Джиммі вирушають на пошуки нових пригод. У печері Бетмена Брюс розмірковує про криптоніт, який у нього ще залишився, і зберігає його в безпеці, сподіваючись, що він йому не знадобиться. Лютера визнають винним і засуджують до смертної кари, і він висловлює задоволення, коли дізнається, що електричний стілець був побудований LuthorCorp, а сам вже будує плани своєї втечі. Супермен і Бетмен знову зустрічаються в Ґотемі, погоджуючись, що їм обом краще працювати поодинці, хоча разом вони можуть досягти більшого. Супермен обіцяє не розголошувати, що Бетмен — це Брюс Вейн, факт, який він виявив завдяки своєму рентгенівському зору, але він приголомшений, коли Бетмен розкриває свою таємну особистість і називає його Кларком.

## Стиль і теми

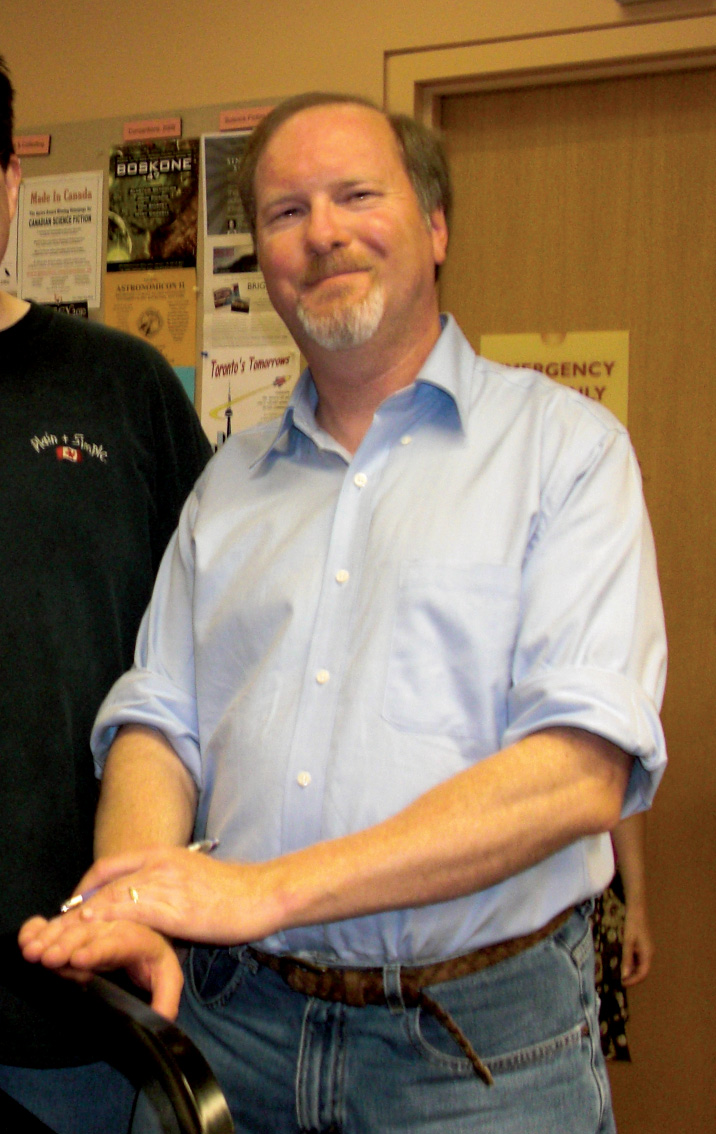
Письменник Кевін Дж. Андерсон під час підписання книжок у серпні 2009 року.

Сюжет розгортається у Всесвіті DC, але не є канонічним, схожим на історію Elseworlds. Вміст поділено на 60 розділів, які здебільшого чергуються між точками зору (від третьої особи) двох головних героїв, Бетмена/Брюса Вейна та Супермена/Кларка Кента, хоча кілька розділів розповідають про антагоністів (Лекс Лютор і радянський генерал Анатолій Церідов). Хоча роман заснований на героях коміксів, він складається виключно з прози. Андерсон прокоментував складність написання коміксів як прози, заявивши, що «в коміксах кілька сторінок надпотужної дії можуть рухати історію, але коли ви читаєте це в книзі, це не так вже й цікаво. Вам потрібно більше частин історії…».
Андерсон прагнув передати ностальгічне відчуття 1950-х років. У цій спробі він використав кілька тем, пов'язаних із періодом часу, зокрема фільми про вторгнення інопланетян, ядерні загрози, параною холодної війни та оптимізм у майбутнє. Про період часу Андерсон сказав, що «здавалося, що це був час, коли можна було прямо сказати: „Я борюся за правду, справедливість і по-американськи“». Для персонажів Андерсон зображував Супермена Джорджа Рівза та Лоїс Лейн Ноеля Ніла, які зображені в телесеріалі 1950-х років «Пригоди Супермена». Один рецензент зазначив, що Андерсон зобразив Лекса Лютора як аморального бізнесмена після «Кризи на нескінченних землях», а Бетмен більше нагадував Бетмена в стилі 1930-х або в стилі «Року першого», де його активно переслідує поліція.

## Видання та прийом
«Вороги та союзники» були опубліковані William Morrow and Company, відбитком HarperCollins. Роман був випущений у твердій палітурці у травні 2009 року та у м'якій палітурці у жовтні 2010 року. Книжкові рецензенти відреагували неоднозначно. У рецензії в Publishers Weekly це було названо «хуковою, надуманою уявою» про команду Супермена та Бетмена, а також зроблено висновок, що це «недостатня посередність лише для запеклих шанувальників». Стейсі Роттьєрс у Library Journal визнала, що зображення Андерсона Метрополіса та Ґотем-Сіті, а також «вражаюче відчуття радянської присутності» виконано добре. І рецензії Publishers Weekly, і Library Journal відзначили однозначність характерів і рекомендували роман лише шанувальникам коміксів. У Booklist Карл Гейз мав більш позитивну рецензію, написавши, що «Андерсон змушує нас здогадуватись завдяки хитромудрим поворотам сюжету та інтригуючій альтернативній історії холодної війни». Рецензія в Kirkus Reviews також була позитивною, кажучи, що «це освіжаюче відволікання від похмурості „Темного лицаря“ або нудного „Повернення Супермена“. Додає бажану дозу ретро-багатства в рутину накидок і колготок».

## Аудіокнига
У травні 2013 року GraphicAudio випустила повну адаптацію аудіокниги, засновану на романі, з 5 компакт-дисками та містить повний акторський склад, музику та звукові ефекти.